# 10538 Torode
10538 Torode este un asteroid din centura principală de asteroizi.

## Descriere
10538 Torode este un asteroid din centura principală de asteroizi. A fost descoperit pe 11 noiembrie 1991 la Stakenbridge de Brian G. W. Manning. Asteroidul prezintă o orbită caracterizată de o semiaxă mare de 2,15 ua, o excentricitate de 0,15 și o înclinație de 0,3° în raport cu ecliptica.